# Roncus troglophilus
Roncus troglophilus är en spindeldjursart som beskrevs av Beier 1931. Roncus troglophilus ingår i släktet Roncus och familjen helplåtklokrypare. Inga underarter finns listade i Catalogue of Life.